# Rasha Nasr
Rasha Nasr (* 12. Mai 1992 in Dresden) ist eine deutsche Politikerin (SPD). Bei der Bundestagswahl 2021 zog Nasr über die sächsische Landesliste in den 20. Deutschen Bundestag ein. Seit dem 17. September 2022 ist Nasr zudem zusammen mit Albrecht Pallas Vorsitzende der Dresdner SPD. Bei der Bundestagswahl 2025 gewann sie einen der drei Sitze der SPD-Sachsen im Bundestag.

## Biografie
Nasrs Eltern kamen 1986 aus Syrien in die DDR. Sie wuchs gemeinsam mit ihrem älteren Bruder zunächst in Dresden, seit 1995 nahe Wilsdruff in einem Dorf im Landkreis Meißen auf. Im Jahr 2010 bestand Nasr ihr Abitur am Geschwister-Scholl-Gymnasium in Nossen. Anschließend studierte sie Politikwissenschaft an der Technischen Universität Dresden und schloss dieses 2014 mit dem Bachelor ab. Zunächst war Nasr als Mitarbeiterin der Pressestelle der TU Dresden tätig, später als Asylkoordinatorin und Integrationsbeauftragte der Stadt Freiberg.
Im Jahr 2017 trat Nasr in die SPD ein und arbeitete fortan in der Pressestelle der SPD Sachsen, seit 2020 als Büroleiterin des Landtagsabgeordneten Albrecht Pallas. Sie war von 2019 bis 2021 ehrenamtliche Stadtbezirksbeirätin im Dresdner Stadtbezirk Altstadt, außerdem ist sie Mitglied der Gewerkschaft ver.di und des Deutsch-Syrischen Verbandes Dresden. Am 17. September 2022 wurde Nasr an der Seite des Landtagsabgeordneten und bisherigen Stadtverbandsvorsitzenden Albrecht Pallas zur neuen Vorsitzenden der SPD Dresdens gewählt. Dem bisherigen Vorstand gehörte Nasr als Beisitzerin an.
Bei der Bundestagswahl 2021 kandidierte Nasr im Wahlkreis Dresden I (159) und erreichte mit 14,6 Prozent der Erststimmen den vierten Platz hinter Markus Reichel (CDU), Katja Kipping (Linke) und Jens Maier (AfD). Über den vierten Platz der sächsischen SPD-Landesliste gelang Nasr jedoch der Einzug in den Deutschen Bundestag. Sie ist die erste sächsische SPD-Bundestagsabgeordnete mit Migrationshintergrund. Nach der Wahl 2025 bleibt sie im Bundestag. Nachhaltig wurde sie bei ihrer Kandidatur von der politischen Initiative Brand New Bundestag unterstützt. Nachdem sie sich innerhalb der SPD-Fraktion zunächst sowohl der Parlamentarischen Linken als auch dem Netzwerk Berlin anschloss, gehört Nasr seit 2023 nur noch dem Netzwerk Berlin an, wo sie seitdem auch im Vorstand neben der weiteren sächsischen Bundestagsabgeordneten Kathrin Michel sitzt.